# 李万燮

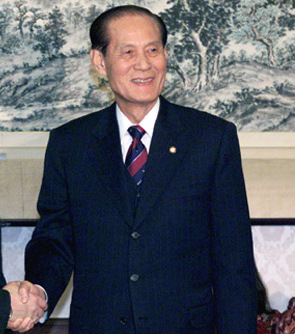
李万燮

李 万燮（イ・マンソプ、朝鮮語: 이만섭/李萬燮、1932年2月25日 - 2015年12月14日）は、大韓民国のジャーナリスト、政治家。第6・7・10・11・12・14・15・16代大韓民国国会議員。第14・16代大韓民国国会議長。
本貫は陜川李氏。号は青江（チョンガン、청강/靑江）。カトリック教徒。

## 経歴
日本統治時代の朝鮮で大邱（当時は慶尚北道領域）に生まれた。1957年に延世大学校政治外交学科を卒業した。卒業後は東亜日報社に入社し、政治部の記者として駐日・駐米特派員を務めた。5・16クーデターの取材で朴正熙と知己となり、1963年11月26日に実施された第6代総選挙に民主共和党から立候補して当選。この際当選した候補者らの中で当時最年少であった。
その後政権与党の議員として活動するが朴大統領の三選を可能とする憲法改正に異議を唱え、憲法改正を認める代わりに金炯旭の追放と中央情報部の機能縮小を求めた。これに対し金炯旭が李の抹殺命令を出そうとするも朴大統領に制止されている。粛軍クーデターで民主共和党が解散させられると韓国国民党に加わり党総裁も歴任、新民主共和党を経て民主自由党結成に参加し1993年には第14代国会前半期の国会議長となった。
その後、新韓国党にも入ったが、李会昌の1997年大統領選候補選出に反発して離党し、李仁済の大統領出馬を支持する国民新党総裁に就任した。金大中政権下で新千年民主党の結党に関わり2000年に再度国会議長を務め、2002年3月の国会法改正により国会議長は在任中に党籍を維持できなくなり、韓国憲政史上初の無所属国会議長となった。2004年の第17代総選挙の前に不出馬を宣言し、政界を引退した。
『5・16と10・26──朴正熙・金載圭そして私』など様々な著書を残している。2015年12月14日、持病により83歳で死去した。葬儀は国会葬が執り行われた。

## エピソード
2003年にドラマの『野人時代』を見て、会議の合間に国会議員の同僚とドラマの内容について話した。ドラマをよく評価したが、ドラマの中の自分を演じたタレントが自分よりブサイクだとも言った。